# Gouvernement Aphaiwong I
Thaïlande
10e cabinet
(Plaek Phibunsongkhram II) 12e cabinet
(Thawi Bunyaket)
Le premier gouvernement Khuang Aphaiwong (thaï : คณะรัฐมนตรีควง อภัยวงศ์ 1, litt. Cabinet Khuang Aphaiwong 1) est le onzième gouvernement de la Thaïlande, entre le 2 août 1944 et le 31 août 1945.
Il est dirigé par Khuang Aphaiwong, précédemment ministre des Transports puis ministre du Commerce au sein du gouvernement précédent, le deuxième de Plaek Phibunsongkhram, Premier ministre sortant. 
Le gouvernement Thawi Bunyaket lui succède.

## Historique du mandat

### Formation

#### Vote de la Chambre des représentants
À l'issue de la démission du Premier ministre sortant, Plaek Phibunsongkhram, et de son deuxième gouvernement le 24 juillet 1944, la troisième législature de la Chambre des représentants vote le 1er août 1944 pour élire une nouvelle personnalité à la fonction.
Deux candidats sont d'abord présentés : Phot Phahonyothin, ancien Premier ministre, et Plaek Phibunsongkhram, Premier ministre sortant. Sur 100 votants, 81 voix vont en faveur de Phot Phahonyothin, et seulement 19 pour Plaek Phibunsongkhram. 
| Position              | Voix |
| --------------------- | ---- |
| PHOT PHAHONYOTHIN     | 81   |
| PLAEK PHIBUNSONGKHRAM | 19   |

Mais l'intéressé élu refuse le poste pour des raisons de santé. Un nouveau vote est alors tenu entre trois nouveaux candidats présentés : Khuang Aphaiwong, ancien ministre, Plaek Phibunsongkhram et Sin Kamonnawin, également ancien ministre. Lors de ce vote, sur 99 votants, Khuang Aphaiwong reçoit 69 votes, Plaek Phibunsongkhram en reçoit 22, et Sin Kamonnawin n'en reçoit seulement que 8.
| Position              | Voix |
| --------------------- | ---- |
| KHUANG APHAIWONG      | 69   |
| PLAEK PHIBUNSONGKHRAM | 22   |
| SIN KAMONNAWIN        | 8    |

L'intéressé élu est, par la suite, nommé et investi Premier ministre le même jour.

#### Formation
Son gouvernement est ensuite nommé et investi le jour suivant. Le lendemain, il reçoit la confiance de la chambre basse à l'issue de sa déclaration de politique.

### Fin
Le gouvernement prend fin lorsque celui-ci, ainsi que le Premier ministre, remet sa démission le 16 août 1945. Il gère en même temps la gestion des affaires courantes jusqu'à la nomination d'un nouveau Premier ministre.

## Composition initiale

### Premier ministre et ministres
| Fonction                                                       | Nom                       |
| -------------------------------------------------------------- | ------------------------- |
| Premier ministre Ministre des Finances Ministre des Transports | Khuang Aphaiwong          |
| Ministre de la Défense Ministre de l'Agriculture               | Sin Kamonnawin            |
| Ministre des Affaires étrangères                               | Srisena Sombatsiri        |
| Ministre de la Santé publique Ministre de la Justice           | Jit na Songkhla           |
| Ministre de l'Industrie                                        | Phan Nawawichit           |
| Ministre de l'Intérieur                                        | Bung Supachalasai         |
| Ministre du Commerce                                           | Det Sanitwong             |
| Ministre de l'Éducation                                        | Thawi Bunyaket            |
| Ministre sans portefeuille                                     | Srithammarat Kanchanachot |
| Ministre sans portefeuille                                     | Pin Amornvisaisoradej     |
| Ministre sans portefeuille                                     | Thaharn Khamhiran         |
| Ministre sans portefeuille                                     | Chalit Kulkamthon         |
| Ministre sans portefeuille                                     | Chit Mansin Sinadyotharak |
| Ministre sans portefeuille                                     | Po-Ra Samaharn            |
| Ministre sans portefeuille                                     | Phot Phahonyothin         |

### Vice-ministres
- Vice-ministre des Finances : Leng Srisomwong
- Vice-ministre de l'Industrie : Udom Sanitwong
- Vice-ministre des Transports : Saprang Thephasadin na Ayutthaya
- Vice-ministre de l'Éducation : Duean Bunnag

## Évolution de la composition
Les entrants en gouvernement sont en gras.

### 24 août 1944
- Chit Mansin Sinadyotharak, ministre (sans portefeuille), est nommé vice-ministre de la Défense[3].

### 5 septembre 1944
- Po-Ra Samaharn, ministre (sans portefeuille), est nommé vice-ministre de l'Intérieur[4].
- Prachuap Bunnag est nommé vice-ministre de la Santé publique[4].
- Rueang Rueangwirayuth est nommé ministre (sans portefeuille)[4].
- Thong-in Phuripat est nommé ministre (sans portefeuille)[4].

### 14 novembre 1944
- Jira Wichitsongkhram est nommé ministre (sans portefeuille)[5].

### 22 décembre 1944
- Det Sanitwong, ministre du Commerce, remet sa démission pour des raisons de santé[6].

### 30 décembre 1944
- Srithammarat Kanchanachot, ministre (sans portefeuille), remet sa démission, effective à partir du 1er janvier 1945[7].

### 6 janvier 1945
- Jira Wichitsongkhram, ministre (sans portefeuille), est nommé vice-ministre de la Défense[8].

### 10 janvier 1945
- Khuang Aphaiwong, Premier ministre, ministre des Finances et des Transports, est nommé ministre du Commerce (en remplacement de Det Sanitwong)[9].
- Leng Srisomwong, vice-ministre des Finances, est nommé ministre des Finances (en remplacement du portefeuille supplémentaire que détenait Khuang Aphaiwong)[9].
- Duean Bunnag, vice-ministre de l'Éducation, est nommé vice-ministre du Commerce[9].

### 23 mars 1945
- Udom Sanitwong, vice-ministre de l'Industrie, est nommé vice-ministre des Finances (nomination effective à partir du 29 mars 1945)[10].

### 2 mai 1945
- Jit na Songkhla remet sa démission de ministre de la Santé publique[11].
- Bung Supachalasai, ministre de l'Intérieur, est nommé ministre de la Santé publique (en remplacement de Jit na Songkhla)[11].